# 2020年ハンガリーグランプリ
2020年ハンガリーグランプリ（英: 2020 Hungarian Grand Prix）は、2020年のF1世界選手権第3戦として、2020年7月19日にハンガロリンクで開催された。
正式名称は「Formula 1 Aramco Magyar Nagydíj 2020」。

## レース前
新型コロナウイルス感染症の世界的流行による影響
本レースは本来8月2日に第13戦として開催される予定であったが、新型コロナウイルス感染症の世界的流行により日程が見直された。新たに序盤8戦の日程が発表され、レッドブル・リンクでの2連戦（開幕戦オーストリアGPと第2戦シュタイアーマルクGP）の翌週に移動された。
タイヤ
本レースでピレリが持ち込むドライ用タイヤのコンパウンドはハード（白）：C2、ミディアム（黄）：C3、ソフト（赤）：C4。
サーキット
FIAのF1レースディレクターを務めるマイケル・マシは、トラックリミットを厳格に取り締まるため、コースを離れてターン4、11、12の各出口で赤白の縁石を越えた場合ラップタイムを無効とすると全チームに通知した。

## エントリー
レギュラードライバーは前戦シュタイアーマルクGPから変更なし。アルファロメオはリザーブドライバーのロバート・クビサが前戦シュタイアーマルクGPに続きFP1を走行する。なお、本レースはキミ・ライコネンに代わって走行する。

## フリー走行
FP1（金曜午前）
気温18度、路面温度25度で肌寒く、時々小雨が降る状況の中行われた。アルファロメオはキミ・ライコネンに代わってロバート・クビサが走行した。メルセデスが圧倒的な速さを見せ、ルイス・ハミルトンはハードタイヤで1分16秒003のトップタイム、バルテリ・ボッタスがミディアムタイヤで1分16秒089の2番手と驚異的なタイムを出した。メルセデス勢に続いたのはレーシング・ポイントの2台で、コースが変わっても好調さは変わらなかった一方、レッドブル勢はマックス・フェルスタッペンがハミルトンから1.4秒落ちの8番手、アレクサンダー・アルボンは13番手と振るわず、アルファタウリのピエール・ガスリーはパワーユニット(PU)に異常データが出たため走行できなかった。
FP2（金曜午後）
FP1終了後から雨が本降りとなり、FP2の前に行われたFIA-F3の予選は赤旗が出されて延期された。気温16度、路面温度は20度と肌寒く、ウエットコンディションで行われた。FP1を走行できなかったガスリーのコントロールエレクトロニクス(CE)は交換され、チェック走行のため真っ先にコースインした。週末は連日雨が予想されていたことから、予選や決勝で雨が降ることを想定してチェック走行が行われた中、ハミルトンをはじめ7人がタイムを記録しなかった。トップタイムはセバスチャン・ベッテルの1分40秒464で、ボッタスが2番手に続いた。レッドブルは両ドライバーからのフィードバックを受け、年間で2回認められている夜間の「カーフュー」（夜間の作業禁止時間）までフェルスタッペンとアルボンのマシンに対してセッティング変更を行った。新型コロナウイルスの感染拡大によりピットに入れるスタッフの人数が制限されており、作業に時間がかかったものと見られる。
FP3（土曜午前）
この日も厚い雲に覆われ、気温17度、路面温度23度の肌寒いコンディションは変わらず、FP3の直前に行われたFIA-F3のレース1でコース上にオイルが撒かれ、その処理を施された状態でセッションがスタートした。このセッションもメルセデスが好調でボッタスが1分15秒437のトップタイムを出す一方、レッドブルはフェルスタッペンが「アンダーステアがひどい」と無線で訴え、アルボンも無線でマシンの挙動を不安視する報告を行うなど、予選に不安を残した。

## 予選
2020年7月18日 15:00 CEST(UTC+2)
- 気温18度、路面温度27度、曇、ドライコンディション[16]

ルイス・ハミルトンがコースレコードを更新する走りで通算90回目のポールポジションを獲得し、バルテリ・ボッタスも2番手に続いてメルセデスがフロントローを、レーシング・ポイントが2列目を独占した。フェラーリ勢がその後ろの3列目を占めて今季初めて2台ともQ3に進出する一方、レッドブル勢は夜間のセッティング変更も実らず、マックス・フェルスタッペンはフェラーリ勢の後方となる7番手がやっとで、アレクサンダー・アルボンはQ2で敗退し13番手に終わった。アルファタウリのピエール・ガスリーはQ3に進出したものの、Q2でエンジンパワーを失い、Q2のラストアタックとQ3を走行できず10番手に終わり、ホンダはガスリーのPUコンポーネントを交換することを決断し、2基目となるエンジン(ICE)/ターボチャージャー(TC)/MGU-H/MGU-Kを投入した。既にFP2を前にコントロールエレクトロニクス(CE)を2基目に交換していたが今回は交換の対象とならず、いずれのコンポーネントも年間最大基数の制限内であるためグリッド降格の対象にはならない。カルロス・サインツ（マクラーレン）はQ1でアントニオ・ジョヴィナッツィ（アルファロメオ）のアタックを妨害したとして審議対象となったが、お咎め無しとなっている。

### 予選結果
| 順位                | No. | ドライバー                   | コンストラクター                   | Q1       | Q2       | Q3       | Grid |
| ------------------- | --- | ---------------------------- | ---------------------------------- | -------- | -------- | -------- | ---- |
| 1                   | 44  | ルイス・ハミルトン           | メルセデス                         | 1:14.907 | 1:14.261 | 1:13.447 | 1    |
| 2                   | 77  | バルテリ・ボッタス           | メルセデス                         | 1:15.474 | 1:14.530 | 1:13.554 | 2    |
| 3                   | 18  | ランス・ストロール           | レーシング・ポイント-BWTメルセデス | 1:14.895 | 1:15.176 | 1:14.377 | 3    |
| 4                   | 11  | セルジオ・ペレス             | レーシング・ポイント-BWTメルセデス | 1:14.681 | 1:15.394 | 1:14.545 | 4    |
| 5                   | 5   | セバスチャン・ベッテル       | フェラーリ                         | 1:15.455 | 1:15.131 | 1:14.774 | 5    |
| 6                   | 16  | シャルル・ルクレール         | フェラーリ                         | 1:15.793 | 1:15.006 | 1:14.817 | 6    |
| 7                   | 33  | マックス・フェルスタッペン   | レッドブル-ホンダ                  | 1:15.495 | 1:14.976 | 1:14.849 | 7    |
| 8                   | 4   | ランド・ノリス               | マクラーレン-ルノー                | 1:15.444 | 1:15.085 | 1:14.966 | 8    |
| 9                   | 55  | カルロス・サインツ           | マクラーレン-ルノー                | 1:15.281 | 1:15.267 | 1:15.027 | 9    |
| 10                  | 10  | ピエール・ガスリー           | アルファタウリ-ホンダ              | 1:15.767 | 1:15.508 | No Time  | 10   |
| 11                  | 3   | ダニエル・リカルド           | ルノー                             | 1:15.848 | 1:15.661 |          | 11   |
| 12                  | 63  | ジョージ・ラッセル           | ウィリアムズ-メルセデス            | 1:15.585 | 1:15.698 |          | 12   |
| 13                  | 23  | アレクサンダー・アルボン     | レッドブル-ホンダ                  | 1:15.722 | 1:15.715 |          | 13   |
| 14                  | 31  | エステバン・オコン           | ルノー                             | 1:15.719 | 1:15.742 |          | 14   |
| 15                  | 6   | ニコラス・ラティフィ         | ウィリアムズ-メルセデス            | 1:16.105 | 1:16.544 |          | 15   |
| 16                  | 20  | ケビン・マグヌッセン         | ハース-フェラーリ                  | 1:16.152 |          |          | 16   |
| 17                  | 26  | ダニール・クビアト           | アルファタウリ-ホンダ              | 1:16.204 |          |          | 17   |
| 18                  | 8   | ロマン・グロージャン         | ハース-フェラーリ                  | 1:16.407 |          |          | 18   |
| 19                  | 99  | アントニオ・ジョヴィナッツィ | アルファロメオ-フェラーリ          | 1:16.506 |          |          | 19   |
| 20                  | 7   | キミ・ライコネン             | アルファロメオ-フェラーリ          | 1:16.614 |          |          | 20   |
| 107% time: 1:19.908 |     |                              |                                    |          |          |          |      |
| ソース:             |     |                              |                                    |          |          |          |      |

## 決勝
2020年7月19日 15:10 CEST(UTC+2)
メルセデスのルイス・ハミルトンがポールトゥウィンで2連勝。これによりハミルトンはポイントリーダーへと浮上。 レッドブルのマックス・フェルスタッペンはレコノサンスラップでクラッシュ。フロントウイングとサスペンションにダメージを負い、一時は決勝への出走も危ぶまれたが、残り時間数十秒というところでなんとか修理を済ませ、7番グリッドから2位表彰台を獲得している。

### 展開
グリッドは濡れていたが、雨は止んでおりフォーメーションラップが終了すると真っ先にハースの2台がピットイン。(しかし後にピットイン前の無線でのやり取りに違反があることが判明し、ペナルティを科されている。)
レーススタート。ポールポジションスタートのハミルトンがトップをキープ。フロントロウスタートのバルテリ・ボッタスはスタートミスで順位を落とす。一方、7番グリッドスタートのフェルスタッペンはスタートに成功し、ターン2までに3番手まで順位を上げる。
コースが乾き、各車が続々とピットインするためピットは大混雑。そんな中、ピットでマクラーレンのカルロス・サインツJr.とウイリアムズのニコラス・ラティフィが接触。ラティフィは左リアタイヤをパンクし、ターン1でスピンする。ラティフィはその後ピットインし、1周遅れでコースに復帰する。
16周目、 アルファタウリのピエール・ガスリーがギアボックスのトラブルに見舞われピットでリタイア。ちなみに、このレースでのリタイアはガスリーのみとなっている。

### レース結果
| 順位    | No. | ドライバー                   | コンストラクター                   | 周回数 | タイム/リタイア原因 | Grid | Pts.  |
| ------- | --- | ---------------------------- | ---------------------------------- | ------ | ------------------- | ---- | ----- |
| 1       | 44  | ルイス・ハミルトン           | メルセデス                         | 70     | 1:36:12.473         | 1    | 26 FL |
| 2       | 33  | マックス・フェルスタッペン   | レッドブル-ホンダ                  | 70     | +8.702              | 7    | 18    |
| 3       | 77  | バルテリ・ボッタス           | メルセデス                         | 70     | +9.452              | 2    | 15    |
| 4       | 18  | ランス・ストロール           | レーシング・ポイント-BWTメルセデス | 70     | +57.579             | 3    | 12    |
| 5       | 23  | アレクサンダー・アルボン     | レッドブル-ホンダ                  | 70     | +1:18.316           | 13   | 10    |
| 6       | 5   | セバスチャン・ベッテル       | フェラーリ                         | 69     | +1 Lap              | 5    | 8     |
| 7       | 11  | セルジオ・ペレス             | レーシング・ポイント-BWTメルセデス | 69     | +1 Lap              | 4    | 6     |
| 8       | 3   | ダニエル・リカルド           | ルノー                             | 69     | +1 Lap              | 11   | 4     |
| 9       | 55  | カルロス・サインツ           | マクラーレン-ルノー                | 69     | +1 Lap              | 9    | 2     |
| 10      | 20  | ケビン・マグヌッセン         | ハース-フェラーリ                  | 69     | +1 Lap 1            | 16   | 1     |
| 11      | 16  | シャルル・ルクレール         | フェラーリ                         | 69     | +1 Lap              | 6    |       |
| 12      | 26  | ダニール・クビアト           | アルファタウリ-ホンダ              | 69     | +1 Lap              | 17   |       |
| 13      | 4   | ランド・ノリス               | マクラーレン-ルノー                | 69     | +1 Lap              | 8    |       |
| 14      | 31  | エステバン・オコン           | ルノー                             | 69     | +1 Lap              | 14   |       |
| 15      | 7   | キミ・ライコネン             | アルファロメオ-フェラーリ          | 69     | +1 Lap              | 20   |       |
| 16      | 8   | ロマン・グロージャン         | ハース-フェラーリ                  | 69     | +1 Lap 1            | 18   |       |
| 17      | 99  | アントニオ・ジョヴィナッツィ | アルファロメオ-フェラーリ          | 69     | +1 Lap              | 19   |       |
| 18      | 63  | ジョージ・ラッセル           | ウィリアムズ-メルセデス            | 69     | +1 Lap              | 12   |       |
| 19      | 6   | ニコラス・ラティフィ         | ウィリアムズ-メルセデス            | 65     | +5 Laps             | 15   |       |
| Ret     | 10  | ピエール・ガスリー           | アルファタウリ-ホンダ              | 15     | ギアボックス        | 10   |       |
| ソース: |     |                              |                                    |        |                     |      |       |

追記
- ^FL - ファステストラップの1点を含む
- ^1 - ハース勢（マグヌッセンとグロージャン）はフォーメーションラップ中に許可されていないタイヤ交換を行ったため、レース後に10秒のタイム加算ペナルティが科され、マグヌッセンは9位から10位、グロージャンは15位から16位に降格[31]

優勝者ルイス・ハミルトンの平均速度
191.230 km/h (118.825 mph)
ファステストラップ
- ルイス・ハミルトン - 1:16.627 (70周目)

ラップリーダー
太字は最多ラップリーダー
- ルイス・ハミルトン - 69周 (1-3, 5-70)
- マックス・フェルスタッペン - 1周 (4)

## 第3戦終了時点のランキング
|         | 順位 | ドライバー                 | ポイント |
| ------- | ---- | -------------------------- | -------- |
| 1       | 1    | ルイス・ハミルトン         | 63       |
| 1       | 2    | バルテリ・ボッタス         | 58       |
| 3       | 3    | マックス・フェルスタッペン | 33       |
| 1       | 4    | ランド・ノリス             | 26       |
| 3       | 5    | アレクサンダー・アルボン   | 22       |
| ソース: |      |                            |          |

|         | 順位 | コンストラクター                   | ポイント |
| ------- | ---- | ---------------------------------- | -------- |
|         | 1    | メルセデス                         | 121      |
| 1       | 2    | レッドブル-ホンダ                  | 55       |
| 1       | 3    | マクラーレン-ルノー                | 41       |
|         | 4    | レーシング・ポイント-BWTメルセデス | 40       |
|         | 5    | フェラーリ                         | 27       |
| ソース: |      |                                    |          |

- 注：ドライバー、コンストラクター共にトップ5のみ表示。